# Akören, Zara
Akören là một xã thuộc huyện Zara, tỉnh Sivas, Thổ Nhĩ Kỳ. Dân số thời điểm năm 2011 là 134 người.